# Како упокојити вампира
„Како упокојити вампира“ је југословенски филм из 1977. године. Режирао га је Славољуб Стефановић Раваси, а сценарио је писао Борислав Пекић.

## Радња
Драма "Како упокојити вампира" је парабола о човеку који је изгубио памћење, и свеједно му је због тога. Борислав Пекић, у свом драмском тексту, у ствари критикује средину која је потпуно запала у лажне и дволичне међуљудске односе.

## Улоге
| Глумац           | Улога             |
| ---------------- | ----------------- |
| Мира Бањац       | Марија (служавка) |
| Рада Ђуричин     | Ваља (унука)      |
| Мирјана Коџић    | Марта (супруга)   |
| Бранко Милићевић | Џони (унук)       |
| Зоран Радмиловић | Андрија           |
| Славко Симић     | Деда              |
| Ружица Сокић     | Олга Марковић     |